# Saison 1965-1966 du FC Nantes
Chronologie
Saison précédente Saison suivante
La saison 1965-1966 du FC Nantes est la 23e saison de l'histoire du club nantais. Le club est engagé dans quatre compétitions: Division 1 (3e participation) et Coupe de France (23e participation), Challenge des Champions (1re participation) et Coupe des Clubs Champions (1re participation).

## Effectif

### Ttransferts
| Nom                 | Nationalité | Poste     | Modalités | Provenance/Destination | Division         |
| ------------------- | ----------- | --------- | --------- | ---------------------- | ---------------- |
| Arrivées            |             |           |           |                        |                  |
| Jean-Pierre Mourier | France      | Défenseur |           | FC Grenoble            | Division 2 (D2)  |
| Claude Robin        | France      | Défenseur |           | Stade de Reims         | Division 2 (D2)  |
| Gérard Géorgin      | France      | Milieu    |           | AS Mutzig              | CFA - Est (D3)   |
| François Magny      | France      | Milieu    |           | Lille OSC              | Division 1 (D1)  |
| Départs             |             |           |           |                        |                  |
| Georges Bout        | France      | Défenseur |           | Stade de Reims         | Division 2 (D2)  |
| Lionel Lamy         | France      | Milieu    |           | AS Cherbourg           | Division 2 (D2)  |
| Bernard Maligorne   | France      | Milieu    |           | Stade lavallois        | CFA - Ouest (D3) |
| Robert Siatka       | France      | Milieu    |           | Olympique avignonnais  | Division 2 (D2)  |
| Sadek Boukhalfa     | France      | Attaquant |           | SEC Bastia             | Division 2 (D2)  |
| Jean Guillot        | France      | Attaquant |           | FC Grenoble            | Division 2 (D2)  |

| Nom           | Nationalité | Poste     | Modalités   | Provenance/Destination | Division        |
| ------------- | ----------- | --------- | ----------- | ---------------------- | --------------- |
| Départs       |             |           |             |                        |                 |
| Rafael Santos | Argentine   | Attaquant | (septembre) | OGC Nice               | Division 1 (D1) |

## Matchs amicaux
| Date                     | Statut                     | Adversaire   | Niveau | Lieu   | Score | Buteurs du FCN | Affluence |
| ------------------------ | -------------------------- | ------------ | ------ | ------ | ----- | -------------- | --------- |
| Mardi 3 août 1965        | Coupe Odorico - 1/2 finale | AS Cherbourg | D2     | Neutre | 7 - 1 | ?              | ?         |
| Dimanche 8 août 1965     | Coupe Odorico - finale     | Angers SCO   | D1     | Neutre | 0 - 1 | -              | ?         |
| Dimanche 7 novembre 1965 | Amical                     | AS Cherbourg | D2     | Ext.   | 3 - 3 | ?              | ?         |
| Jeudi 31 mars 1966       | Tournoi d’Air Algérie      | Real Madrid  | D1     | Neutre | 0 - 1 | -              | ?         |

## Compétitions

### Division 1
| Date                        | Journée | Adversaire               | Lieu | Score | Buteurs du FC Nantes                                  | Class. | Affluence          |
| --------------------------- | ------- | ------------------------ | ---- | ----- | ----------------------------------------------------- | ------ | ------------------ |
| Dimanche 22 août 1965       | J01     | Olympique lyonnais       | Dom. | 2 - 0 | Le Chenadec 24e, Gondet 36e                           |        | 10.005             |
| Samedi 28 août 1965         | J02     | RC Lens                  | Dom. | 4 - 2 | Blanchet 39e, Gondet 50e 74e 87e                      |        | 11.307             |
| Mercredi 1er septembre 1965 | J03     | Stade français FC        | Ext. | 1 - 0 | Géorgin 65e                                           |        | 9.588              |
| Samedi 4 septembre 1965     | J04     | Angers SCO               | Dom. | 5 - 3 | Gondet 9e 81e, Simon 2e, Muller 73e, Blanchet 87e     |        | 16.542 (ou 16.242) |
| Vendredi 10 septembre 1965  | J05     | Toulouse FC              | Ext. | 0 - 0 | -                                                     |        | 10.274             |
| Samedi 18 septembre 1965    | J06     | FC Girondins de Bordeaux | Ext. | 2 - 1 | Blanchet 32e, Gondet 80e                              |        | 19.659             |
| Samedi 25 septembre 1965    | J07     | OGC Nice                 | Dom. | 2 - 1 | Simon 13e, Gondet 44e                                 |        | 12.749             |
| Mercredi 29 septembre 1965  | J08     | FC Rouen                 | Ext. | 0 - 0 | -                                                     |        | 15.382             |
| Samedi 2 octobre 1965       | J09     | Lille OSC                | Dom. | 3 - 1 | Gondet 37e, Suaudeau 38e, Magny 85e                   |        | 15.173             |
| Dimanche 17 octobre 1965    | J10     | AS Saint-Étienne         | Ext. | 3 - 0 | Blanchet 56e, Magny 65e, Simon 90e                    |        | 18.522             |
| Mercredi 20 octobre 1965    | J11     | Red Star OA              | Dom. | 7 - 2 | Gondet 9e 18e 40e 72e, Simon 36e 47e, Magny 66e       |        | 12.159             |
| Dimanche 24 octobre 1965    | J12     | US Valenciennes-Anzin    | Ext. | 2 - 2 | Muller 60e, Blanchet 83e                              |        | 20.007             |
| Samedi 30 octobre 1965      | J13     | UA Sedan-Torcy           | Dom. | 4 - 2 | Simon 10e, Gondet 25e 65e, Budzynski 60e              |        | 20.048             |
| Jeudi 11 novembre 1965      | J14     | Stade rennais UC         | Ext. | 0 - 2 | -                                                     |        | 28.148             |
| Samedi 13 novembre 1965     | J15     | Nîmes Olympique          | Dom. | 4 - 1 | Suaudeau 55e 58e, Blanchet 74e, Magny 76e             |        | 15.821             |
| Samedi 20 novembre 1965     | J16     | FC Sochaux-Montbéliard   | Ext. | 1 - 3 | Gondet 88e                                            |        | 5.798              |
| Dimanche 28 novembre 1965   | J17     | RC Strasbourg            | Dom. | 2 - 0 | Muller 34e, Le Chenadec 47e                           |        | 14.376             |
| Dimanche 5 décembre 1965    | J18     | AS Monaco FC             | Ext. | 3 - 1 | Gondet 29e 34e 44e                                    |        | 5.989              |
| Dimanche 12 décembre 1965   | J19     | AS Cannes                | Dom. | 1 - 0 | Simon 50e                                             |        | 13.924             |
| Dimanche 19 décembre 1965   | J20     | Olympique lyonnais       | Ext. | 2 - 0 | Le Chenadec 21e, Gondet 69e                           |        | 17.966             |
| Dimanche 9 janvier 1966     | J21     | RC Lens                  | Ext. | 1 - 1 | Simon 16e                                             |        | 16.290             |
| Dimanche 23 janvier 1966    | J22     | Stade français FC        | Dom. | 2 - 1 | Blanchet 23e, Gondet 37e                              |        | 10.947             |
| Dimanche 30 janvier 1966    | J23     | Angers SCO               | Ext. | 1 - 1 | Gondet 27e                                            |        | 18.122             |
| Dimanche 6 février 1966     | J24     | Toulouse FC              | Dom. | 2 - 0 | Gondet 77e, Simon 80e                                 |        | 12.578             |
| Dimanche 20 février 1966    | J25     | FC Girondins de Bordeaux | Dom. | 2 - 2 | Simon 48e, Prou 60e                                   |        | 23.658             |
| Dimanche 27 février 1966    | J26     | OGC Nice                 | Ext. | 0 - 0 | -                                                     |        | 16.015             |
| Mercredi 2 mars 1966        | J27     | FC Rouen                 | Dom. | 2 - 1 | Gondet 59e, Simon 73e                                 |        | 14.878             |
| Dimanche 6 mars 1966        | J28     | Lille OSC                | Ext. | 1 - 0 | Simon 69e                                             |        | 15.170             |
| Samedi 26 mars 1966         | J29     | AS Saint-Étienne         | Dom. | 5 - 0 | Blanchet 20e, Gondet 41e 85e, Géorgin 56e, Muller 58e |        | 21.161             |
| Vendredi 8 avril 1966       | J30     | Red Star OA              | Ext. | 3 - 0 | Simon 13e, Gondet 39e 86e                             |        | 11.459             |
| Mercredi 13 avril 1966      | J31     | US Valenciennes-Anzin    | Dom. | 1 - 1 | Gondet 36e                                            |        | 24.590             |
| Dimanche 17 avril 1966      | J32     | UA Sedan-Torcy           | Ext. | 0 - 3 | -                                                     |        | 11.444             |
| Samedi 23 avril 1966        | J33     | Stade rennais UC         | Dom. | 4 - 0 | Touré 8e, Gondet 35e 47e 59e                          |        | 23.480             |
| Samedi 7 mai 1965           | J34     | Nîmes Olympique          | Ext. | 2 - 1 | Simon 22e, Touré 77e                                  |        | 13.345             |
| Samedi 14 mai 1965          | J35     | FC Sochaux-Montbéliard   | Dom. | 2 - 1 | Touré 37e, Suaudeau 73e                               |        | 23.401             |
| Mercredi 25 mai 1965        | J36     | RC Strasbourg            | Ext. | 0 - 1 | -                                                     |        | 28.728             |
| Samedi 28 mai 1965          | J37     | AS Monaco FC             | Dom. | 2 - 1 | Gondet 40e, Prou 60e                                  |        | 18.899             |
| Samedi 11 juin 1966         | J38     | AS Cannes                | Ext. | 6 - 1 | Gondet 6e 78e 82e, Blanchet 75e 88e, Robin 79e        |        | 4.220              |

### Coupe de France
| Date                     | Tour                    | Adversaire      | Niveau           | Lieu   | Score      | Buteurs du FC Nantes                                    | Affluence          |
| ------------------------ | ----------------------- | --------------- | ---------------- | ------ | ---------- | ------------------------------------------------------- | ------------------ |
| Dimanche 16 janvier 1966 | 1/32e de finale         | Stade lavallois | CFA - Ouest (D3) | Neutre | 3 - 1      | Magny 12e 74e, Gondet 29e                               | 6.447              |
| Dimanche 13 février 1966 | 1/16e de finale         | US Forbach      | D2               | Neutre | 7 - 3      | Simon 20e 43e 69e, Gondet 22e (pen.) 26e 64e, Robin 29e | 5.123              |
| Dimanche 13 mars 1966    | 1/8e de finale          | Red Star OA     | D1               | Neutre | 1 - 1 a.p. | Prou 1re                                                | 14.142             |
| Mercredi 23 mars 1966    | 1/8e de finale - rejoué | Red Star OA     | D1               | Neutre | 2 - 0      | Muller 4e, Gondet 17e                                   | 6.950              |
| Dimanche 3 avril 1966    | 1/4 de finale           | AC Ajaccio      | D2               | Neutre | 2 - 0      | Muller 58e (pen.), Gondet 88e                           | 19.009             |
| Vendredi 29 avril 1966   | 1/2 finale              | Angers SCO      | D1               | Neutre | 3 - 0      | Gondet 29e 74e, Simon 71e                               | 30.140 (ou 38.140) |
| Lundi 22 mai 1966        | Finale                  | RC Strasbourg   | D1               | Neutre | 0 - 1      | -                                                       | 36.285             |

### Challenge des Champions
| Date               | Tour   | Adversaire       | Niveau | Lieu   | Score | Buteurs du FC Nantes           | Affluence       |
| ------------------ | ------ | ---------------- | ------ | ------ | ----- | ------------------------------ | --------------- |
| Mardi 17 août 1965 | Finale | Stade rennais UC | D1     | Neutre | 4 - 2 | Gondet 7e 80e 87e, Géorgin 30e | 4.672 ou 12.000 |

### Coupe des Clubs Champions (C1)
| Date                       | Tour              | Adversaire           | Niveau                 | Lieu | Score | Buteurs du FC Nantes    | Affluence          |
| -------------------------- | ----------------- | -------------------- | ---------------------- | ---- | ----- | ----------------------- | ------------------ |
| Mercredi 22 septembre 1965 | 1er tour - aller  | FK Partizan Belgrade | Prva Savezna Liga (D1) | Ext. | 0 - 2 | -                       | 20.464 (ou 35.000) |
| Mercredi 13 octobre 1965   | 1er tour - retour | FK Partizan Belgrade | Prva Savezna Liga (D1) | Dom. | 2 - 2 | Magny 32e, Blanchet 68e | 16.007 (ou 25.000) |

## Statistiques

### Statistiques collectives
| Compétition               | Débute au tour  | Termine  | Matches joués | Gagnés | Nuls | Perdus | Buts pour | Buts contre | Différence |
| ------------------------- | --------------- | -------- | ------------- | ------ | ---- | ------ | --------- | ----------- | ---------- |
| Division 1                | -               | Champion | 38            | 26     | 8    | 4      | 84        | 36          | +48        |
| Coupe de France           | 1/32e de finale | Finale   | 7             | 5      | 1    | 1      | 18        | 6           | +12        |
| Coupe des Clubs Champions | 1er tour        | 1er tour | 2             | 0      | 1    | 1      | 2         | 4           | -2         |
| Total                     | -               | -        | 47            | 31     | 10   | 6      | 104       | 46          | +58        |